# Mademoiselle du Vissard
Mademoiselle du Vissard  est un court roman d’Honoré de Balzac écrit vers 1847, sous le titre Mademoiselle du Vissard ou la France sous le Consulat, resté à l’état d’ébauche rattachée à La Comédie humaine et qui, d’après les traces laissées par l’auteur, devait s’inscrire dans les Scènes de la vie politique.
On y retrouve les thèmes déjà traités dans Le Cabinet des Antiques et dans Une ténébreuse affaire : l’aristocratie est placée devant une alternative cruelle : se rallier à l’Empire ou accepter de disparaître, périr ou se compromettre avec les vainqueurs.
Tandis que les Rastignac et de Trailles ont choisi de se rallier, obtenant ainsi des ministères, le chevalier Amédée du Vissard, recueilli par la comtesse du Gua, rêve de tuer Bonaparte en duel. L’action se déroule dans le Finistère, prolongeant d’une certaine manière Les Chouans en approfondissant l’aspect social et politique.
Le rôle de mademoiselle du Vissard, sœur aînée du chevalier, est réduit à peu de chose : muette de naissance, elle devient sourde au siège d’Angers et reste sous la protection de son frère.